# Рыжица
Рыжица (болг. Ръжица) — село в Болгарии. Находится в Бургасской области, входит в общину Руен. Население составляет 1268 человек (2022).

## Политическая ситуация
В местном кметстве Рыжица, в состав которого входит Рыжица, должность кмета (старосты) исполняет Ибриям Расим Ибриям (Движение за права и свободы (ДПС)) по результатам выборов правления кметства.
Кмет (мэр) общины Руен — Дурхан Мехмед Мустафа (Движение за права и свободы (ДПС)) по результатам выборов в правление общины.